# Franz Wirth
Franz Wirth (fabryka fortepianów), pot. "Wirth" - historyczna austriacka firma produkująca fortepiany i pianina, założona przez Franza Wirtha w Wiedniu. Jedna z najlepszych wytwórni fortepianów czasów monarchii Austro-węgierskiej, działająca w latach 1879-1929.

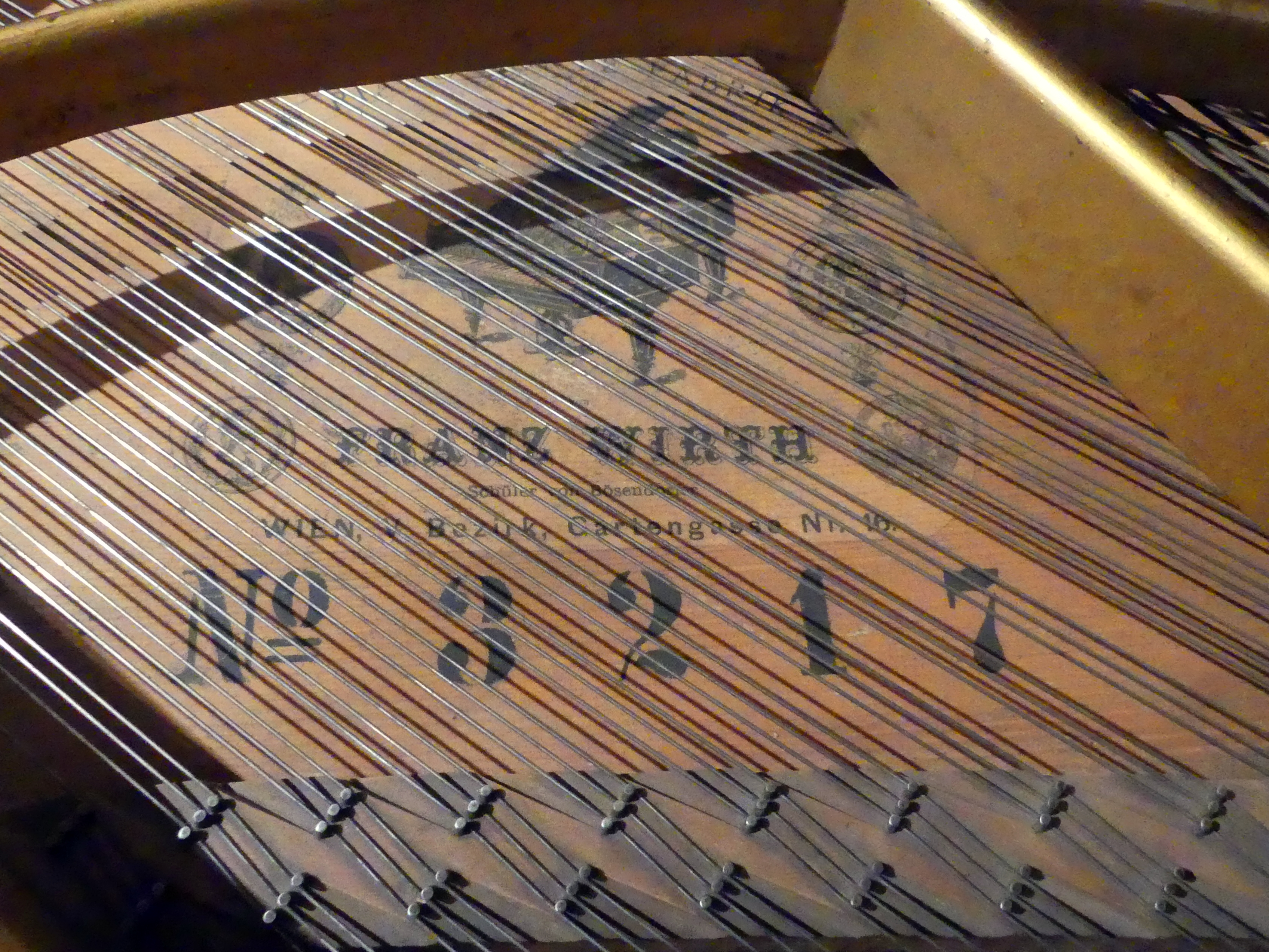
Wirth - numer fabryczny fortepianu

## Historia
Franz Wirth urodził się około 1850 roku; pochodził ze znanej rodziny organmistrzów, aktywnej w Niemczech już w II połowie XVIII wieku; jego dziadkiem był fortepianmistrz i organmistrz Franz Joseph Wirth (1760, Baienfurt - 1819, Augsburg), ojcem zaś organmistrz Karl Wirth (1800, Augsburg - 1883, Stuttgart).
Jako nastolatek rozpoczął fortepianmistrzowską praktykę czeladniczą w wiedeńskiej fabryce Bösendorfera - ówcześnie czołowej, największej i produkującej najwyższej jakości fortepiany fabryce istniejącej w Austro-Węgrzech, posiadającej także oficjalny tytuł "dostawcy dworu cesarskiego". 
Po odbyciu praktyki i złożeniu egzaminu mistrzowskiego, wielu z czeladników Bösendorfera z czasem usamodzielniało się i zakładało własne przedsiębiorstwa produkujące fortepiany i pianina. Franz Wirth założył własną fabrykę w 1879 roku, przy Gartengasse 16 w 4. dzielnicy Wiednia, jednak pierwsze instrumenty opuściły warsztat najprawdopodobniej w roku 1880. Franz Wirth jako wyjątkowo utalentowany uczeń Bösendorfera, otrzymał rzadki przywilej reklamowania swoich instrumentów nazwiskiem mistrza - stąd wczesne fortepiany Wirtha nad klawiaturą posiadały umieszczoną ozdobną inskrypcję: "Franz Wirth, Schüler von Bösendorfer" ("Franz Wirth, uczeń Bösendorfera"). Firma od początku swojego istnienia zyskała duże uznanie, a już w 1885 roku siedziba została rozbudowana i wyposażona w najnowocześniejsze narzędzia. Mimo to zaliczana jest do firm stosunkowo niewielkich, produkujących ograniczoną ilość instrumentów. W roku 1903 firma we wszystkich działach zatrudniała tylko 50 pracowników. Fortepiany Wirtha były także prezentowane z sukcesami na licznych międzynarodowych wystawach, m.in. w Wiedniu w 1888 roku, firma otrzymała także Nagrodę Państwową od austriackiego Ministerstwa Handlu.
Firma cieszyła się olbrzymią popularnością szczególnie w Austrii i kręgach profesjonalnych muzyków wiedeńskich. Stałymi rynkami zbytu dla instrumentów Wirtha były Austro-Węgry, Niemcy i Rosja (także tereny obecnej Polski i Ukrainy pozostające wtedy pod zaborami, w tym zwłaszcza zabór austro-węgierski), a także w mniejszym stopniu Włochy, Francja, Anglia, oraz kraje dalekiego wschodu. W 1902 roku Franz Wirth został ogłoszony także oficjalnym dostawcą fortepianów na grecki dwór królewski w Atenach. Przed 1912 rokiem Franz Wirth był także oficjalnym dostawcą fortepianów dworu rumuńskiego w Bukareszcie. Firma posiadała także nadany oficjalny tytuł "Kaiser und Königliches Hofklavierfabrik" - cesarskiej i królewskiej fabryki objętej patronatem prestiżowych zamówień dla dworu cesarskiego w Wiedniu.
Przedsiębiorstwo Wirtha jako jedna z nielicznych austriackich wytwórni produkujących fortepiany przetrwało kryzys gospodarczy okresu I wojny światowej i początku lat 20. XX wieku. Firma działała nieprzerwanie aż do śmierci jej założyciela w 1929 roku.

## Instrumenty
Uśredniona wydolność rocznej produkcji fabryki jest szacowana na 270 instrumentów. Ta stosunkowo niewielka liczba instrumentów potwierdza tradycyjny charakter produkcji skupiony na tradycyjnym rzemiośle i zachowaniu wysokiej jakości produktu.
Fabryka przez cały okres swojego istnienia produkowała przede wszystkim nowoczesne fortepiany skrzydłowe zarówno z tradycyjną mechaniką wiedeńską i młoteczkami oklejonymi skórą, jak też z nowoczesną repetycyjną mechaniką angielską, zaopatrzone w nowoczesną, pełną ramę żeliwną i nowoczesny, krzyżowy układ strun. Instrumenty Wirtha adresowane były przede wszystkim do odbiorców z klasy średniej; posiadają one wszystkie standardowe cechy typowych fortepianów wiedeńskich z końca XIX i początku XX w, w tym także skrzynie o klasycznym wystroju i stonowanej ornamentyce. Brzmieniowo fortepiany Wirtha cechują się pełnym i mocnym, ale jednocześnie śpiewnym, jasnym, perlistym i lekkim tonem, doskonale pasującym do kameralnych wnętrz prywatnych mieszkań i salonów. W okresie istnienia firmy, jej instrumenty były określane jako o doskonałej jakości, o znakomitej repetycji, i wykonane według najnowszych standardów projektowych.
W XX wieku Austria wypadła z grona potentatów na rynku światowego budownictwa fortepianowego. Na fali konieczności adaptacji do nowych warunków konkurencji i pogarszającej się od wybuchu I wojny światowej sytuacji rynkowej, firma Franza Wirtha rozpoczęła produkcję pianin, jednak była ona stosunkowo niewielka i pozostawała marginalna wobec trzonu produkcyjnego, który stanowiły fortepiany skrzydłowe.
Dwa fortepiany skrzydłowe Franza Wirtha są przechowywane w kolekcji Muzeum Instrumentów Muzycznych Uniwersytetu w Lipsku: jest to czarny fortepian salonowy z mechaniką wiedeńską, o długości 175 cm z lat około 1882-1900 i drugi, koncertowy, w okleinie naturalnej, o długości 250 cm z lat 1882-1910. Właścicielką jednego z fortepianów Wirtha była Wanda Szajowska – polska pianistka i pedagożka fortepianu, znana także jako najstarsza polska pianistka, oraz jedna z najstarszych Polek w historii.

### Fortepiany "gabinetowe" i "mignon"
Firma Franza Wirtha należała do jednych z pierwszych, które w centrum swojej produkcji umieściły przede wszystkim nowoczesne, krótkie fortepiany tzw. "gabinetowe" ("Stutzflügeln"), krótsze o około 25 cm od standardowych wówczas około dwu- i więcej metrowych fortepianów salonowych, oraz najkrótsze fortepiany "mignon" ("Mignonflügeln") o długości 160 cm. Co nieczęste prz małych instrumentach - najmniejsze fortepiany Wirtha cechowało pełne i piękne brzmienie. Zapotrzebowanie na nowe, krótsze fortepiany znacznie zwiększyło się znacznie w latach 70. i 80. XIX wraz ze wzrostem liczebności klasy średniej w miastach, przy jednoczesnym ograniczanie się powierzchni miejskich mieszkań.

### Model No. 5
Do najpopularniejszych modeli firmy Wirth należał wyjątkowy "Model No. 5" o długości 175 centymetrów. Posiadał on rzadko spotykaną i nowatorską w tamtym czasie konstrukcję samonośną, której istotą był szkielet instrumentu zbudowany nie w oparciu o tradycyjną, masywną konstrukcję z drewnianych belek, ale w oparciu o dodatkowo wzmocnioną żeliwną ramę wewnętrzną. W efekcie model ten posiadał całkowicie otwarte od spodu pudło rezonansowe (tzw. "skrzydło"), przez co cały instrument cechował się niższą wagą, oraz większą przejrzystością, nośnością i rezonansem brzmienia. Dodatkowo wzmocniona rama żeliwna i tzw. "zbrojona" strojnica powodowały, że Model no. 5 wyjątkowo długo utrzymywał strój. W efekcie model ten był nieco tańszy i szybszy w produkcji, oraz tańszy w późniejszej eksploatacji. Z powodu współistnienia powyższych cech Model No. 5 cieszył się bardzo dużą popularnością wśród nabywców, był produkowany był niemal przez cały okres funkcjonowania firmy, jest obecnie także najczęściej spotykanym modelem tej marki.
Oprócz instrumentów gabinetowych i mignon firma produkowała także fortepiany salonowe o długości 190 i 200 cm, a także nieliczne instrumenty dłuższe, zbliżone rozmiarami do fortepianów koncertowych.

## Numery seryjne
Roczna produkcja fabryki jest szacowana na 270 instrumentów rocznie, przy czym przed wybuchem I wojny światowej wynosiła ona około 400 instrumentów rocznie, za po I wojnie spadła, prawdopodobnie nawet o około połowę. Fabryka zakończyła produkcję na numerze seryjnym o wysokości około 13 000.

### Wybrane numery seryjne instrumentów Franza Wirtha:[16]
- Nr. 2080 - 1891 rok
- Nr. 3000 - 1895 rok
- Nr. 4500 - 1900 rok
- Nr. 6000 - 1905 rok
- Nr. 11660 - 1923 rok
- Nr. ok. 13 000 - 1929 rok.